# 1964年東京オリンピックのメキシコ選手団
1964年東京オリンピックのメキシコ選手団（1964ねんとうきょうオリンピックのメキシコせんしゅだん）は、1964年10月10日から10月24日にかけて日本の首都東京で開催された1964年東京オリンピックのメキシコ選手団、およびその競技結果。

## 概要
今大会は銅メダル1個、合計1個のメダルを獲得した。

## メダル
| メダル | 選手名      | 競技       | 種目       |
| ------ | ----------- | ---------- | ---------- |
| 銅     | Juan Fabila | ボクシング | バンタム級 |